# Ә
Cette page contient des caractères spéciaux ou non latins. S’ils s’affichent mal (▯, ?, etc.), consultez la page d’aide Unicode.
Ne doit pas être confondu avec le terme schwa ou la lettre latine Ə.
Schwa (capitale Ә, minuscule ә) est une lettre de l’alphabet cyrillique utilisée par certaines langues non slaves.

## Utilisation
La lettre Ә se prononce :
- /æ/ en azéri, bachkir, kalmouk, karakalpak, kazakh, tatar, tatar de Sibérie[réf. nécessaire] et turkmène ;
- /ə/ en ket ;
- /ɛ/ en kurde ;
- /ɤ/ en doungane ;
- en abkhaze, elle fait partie de certains digrammes dans lesquels elle indique la labialisation de la consonne précédente.

L’azéri, le karakalpak et le turkmène s’écrivent aujourd’hui officiellement en alphabet latin ; Ә correspond respectivement à ‹ ə › en azéri, ‹ a’ › en karakalpak et ‹ ä › en turkmène. Cette lettre correspond aussi à ‹ e › dans l’alphabet latin kurde (plus souvent employé que le cyrillique) et à ‹ ä › dans la version latine de l’alphabet tatar.

## Représentation informatique
Le schwa cyrillique peut être représenté avec les caractères Unicode (Cyrillique) suivants :
| formes    | représentations | chaînes de caractères | points de code | descriptions                      |
| --------- | --------------- | --------------------- | -------------- | --------------------------------- |
| capitale  | Ә               | Ә                     | U+04D8         | lettre majuscule cyrillique schwa |
| minuscule | ә               | ә                     | U+04D9         | lettre minuscule cyrillique schwa |